# Arsens Miskarovs
Arsens Miskarovs (n. 3 martie 1961, Elgava, Republica Sovietică Socialistă Letonă, URSS) este un înotător leton, medaliat olimpic. A participat la o ediție a Jocurilor Olimpice (1980) în care a câștigat două medalii de argint și o medalie de bronz.